# Ліпуська-Гута
Ліпуська-Гута (пол. Lipuska Huta) — село в Польщі, у гміні Ліпуш Косьцерського повіту Поморського воєводства.
Населення — 337 осіб (2011).
У 1975-1998 роках село належало до Гданського воєводства.

## Демографія
Демографічна структура станом на 31 березня 2011 року:
|          | Загалом | Допрацездатний вік | Працездатний вік | Постпрацездатний вік |
| -------- | ------- | ------------------ | ---------------- | -------------------- |
| Чоловіки | 186     | 49                 | 119              | 18                   |
| Жінки    | 151     | 44                 | 82               | 25                   |
| Разом    | 337     | 93                 | 201              | 43                   |